# Herman I van Winzenburg
Herman I van Winzenburg, ook van Windberg, (ca. 1083 - ca. 1138) was een vooraanstaand Duits edelman onder keizer Hendrik V maar verloor zijn positie onder keizer Lotharius III.
Veel literatuur geeft 1122 als het jaar van overlijden van Herman, maar dat is het jaar dat zijn vader overleed. Waar dit gebeurt worden de gebeurtenissen van 1122 tot 1138 toegeschreven aan Hermans zoon Herman II van Winzenburg. Die werd in 1123 echter nog vermeld als puer (jongeling), had daarna zijn eigen loopbaan onder koning Koenraad III (Rooms-koning) en werd in 1152 samen met zijn zwangere vrouw vermoord door ontevreden vazallen, op de Winzenburg.

## Leven en loopbaan
Herman werd geboren op het Beierse kasteel Windberg (tegenwoordig de Abdij van Windberg), vermoedelijk een kleinzoon van Meginhard IV van Formbach (ca. 1030 † 27 februari 1066) en Mathilde van Reinhausen (geb. ca. 1040). Zijn vader was dan Herman van Formbach (ca. 1055 - Vornbach, 1122). Er zijn bronnen die Meginhard en Mathilde als zijn ouders noemen maar dat is chronologisch niet mogelijk. De Duitstalige Wikipedia noemt Herman en Mathilde als ouders maar ook dat lijkt niet correct omdat Meginhard en Mathilde als echtpaar zijn gedocumenteerd.
Omdat Herman de eerste erfgenaam was voor de Saksische goederen van de familie van Mathilde van Reinhausen, werd hij opgevoed door haar broer, zijn (oud)oom Udo, bisschop van Hildesheim (stad). Hij bezocht in Hildesheim de kathedraalschool. Toen hij zestien jaar oud was, en dus meerderjarig was, reisde hij met Udo naar de hofdag van 9 november 1099 in Mainz en werd daar aan keizer Hendrik IV voorgesteld. In 1109 ontving hij de burcht Winzenburg (bij Alfeld (Leine)) in leen van Udo. In zijn verdere leven zal hij zich naar dit slot noemen.
Herman werd genoemd als een van de jonge vrienden die een slechte invloed hadden op Hendrik V. Later werd hij een belangrijke raadgever en diplomaat van Hendrik. In 1107 volgt hij Hendrik in de veldtocht tegen Vlaanderen en in 1108 neemt hij deel aan een veldtocht in Hongarije. Ook in 1107 is hij lid van de delegatie die de paus bezoekt in Châlons-en-Champagne om een keizerkroning van Hendrik te onderhandelen. Deze missie is zonder succes en in 1109/1110 neemt Herman deel aan een volgende delegatie naar de paus, nu in Rome, maar weer zonder succes. Herman is nog steeds in Rome als Hendrik later in 1110 ook naar Rome trekt en de paus met zijn soldaten dwingt om hem te kronen. In 1112 benoemde Hendrik Herman tot landgraaf van Thüringen, vermoedelijk in een poging om de positie van de Saksische adel te verzwakken. In 1114 zou Herman deelnemen aan een veldtocht tegen opstandige Friezen maar de plannen werden verstoord door een opstand in Keulen.
Na 1114 wordt Herman niet meer genoemd als landgraaf van Thüringen. Vermoedelijk koos hij in 1116 het kamp van de tegenstanders van Hendrik. In dat jaar nam hij in het Rijnland deel aan gevechten tegen Frederik II van Zwaben, die aan de kant van Hendrik stond, en in 1118 nam hij deel aan de bestorming van Oppenheim (Duitsland). Hertog Lotharius van Saksen benoemde als dank Hermans broer Diederik tot bisschop van Münster (stad). In 1121 werd Diederik echter verdreven door burgers van Münster maar Herman en Lotharius dwongen de burgers om Diederik weer te accepteren.
In 1122 overleden zowel zijn vader als zijn (oud)oom Herman III van Reinhausen. Door erfenissen was Herman nu niet alleen graaf van Winzenburg maar ook graaf van Formbach, Radelberg en Reinhausen, voogd van de Abdij van Corvey en van het klooster van Reinhausen. Hendrik probeerde in 1123 om Herman terug te winnen in zijn kamp, en benoemde hem tot markgraaf van Meißen. Lotharius kon geen kandidaat van Hendrik accepteren en gaf dezelfde functie aan Albrecht de Beer, en Lotharius en Albrecht konden zonder veel moeite de macht over Meißen in handen krijgen. Herman tilde hier blijkbaar niet zo zwaar aan want een jaar later liet hij zijn dochter Sophia met Albrecht trouwen.
Herman werd in 1129 en 1130 in aktes weer als landgraaf en als "eerste graaf" aangeduid. In 1130 kwam het tot een conflict tussen Herman en zijn vazal Burchard I van Loccum. Deze Burchard had zonder toestemming van Herman een kasteel laten bouwen. De zaak kon niet worden geregeld en Herman liet Burchard in een kerkhof doodslaan. Burchard was echter een verwant en goede vriend van (inmiddels koning) Lotharius die de kwestie hoog opnam. Herman werd vogelvrij verklaard en werd belegerd in de Winzenburg. Op 31 december 1130 gaf hij zich zonder voorwaarden over. Herman verloor al zijn rijkslenen en titels, de Winzenburg werd geslecht en verviel aan het bisdom van Hildesheim. Reinhard, de eerste abt van het klooster Reinhausen, vermeldde in 1156 dat Herman vanaf 1134 militaire functies voor Lotharius uitvoerde. Hij zou de eerste bevelhebber van het kasteel van Bad Segeberg zijn geweest, dat in 1137 werd gebouwd, en kort daarna zijn overleden.

## Huwelijken en kinderen
Herman was in zijn eerste huwelijk getrouwd met een onbekende vrouw, mogelijk uit het geslacht van Everstein. Uit dit huwelijk werden geboren:
- Koenraad (ovl. na 1128)
- Beatrix (ovl. 2 april 1160), abdis van Neuenheerse (1123), abdis van Quedlinburg (1138 - 1160)
- Godfried, kanunnik in Münster (1110)

Herman trouwde in zijn tweede huwelijk (ca. 1110) met Hedwig (ca. 1095 - klooster Windberg, 1 december 1162), vermoedelijk dochter van Poppo II van Istrië. Uit dit huwelijk werden geboren:
- Herman II van Winzenburg
- Mechtild, getrouwd met Udo III van Frankleben
- Sophia (ca. 1110 - 25 maart 1160), gehuwd met Albrecht de Beer
- Hendrik (ovl. 1146), graaf van Assel
- Wolfgang

Hedwig hertrouwde met Adalbert II van Bogen, ook voor hem een tweede huwelijk, zij hadden nog drie of vier kinderen. Hedwif is begraven in de abdij van Windberg.